# Dunaújvárosi Arany János Általános Iskola
A  Dunaújvárosi Arany János Általános Iskola Dunaújvárosban található.
Az Arany Galériában rendszeres kiállítás nyílik a hallgatók és hazai képzőművészek alkotásaiból. Kiállítások, rendezvények helyszíne a Dunaújvárosi Arany János Általános Iskola. 
Képespusztán működik a nyári rajztábor.

## Tagozatok
- angol tagozat
- sport tagozat
- rajz tagozat

## Diákprogramok
- A névadó tiszteletére rendezett Arany-hét, kiemelt fontossággal Arany János születésnapján (március 2.) az Arany-nap.
- A tanév során kiemelkedő közösségi munkáért, tanulmányi eredményért, példás magatartásért járó kirándulás 7-8. évfolyamos tanulóinknak – Aranybusz.
- Télűző farsangi bál jelmezes felvonulással, ügyességi játékokkal.
- Tanítás mentes gyermeknap vetélkedőkkel, műsorokkal.

## Épülete
- 2400, Dunaújváros, Március 15.-e tér 5. – a Béke városrészben található.